# Tshidilamolomo
Tshidilamolomo è un villaggio del Botswana situato nel distretto Meridionale, sottodistretto di Barolong. Il villaggio, secondo il censimento del 2011, conta 723 abitanti.

## Località
Nel territorio del villaggio sono presenti le seguenti 5 località:
- Kgalola di 20 abitanti,
- Lesibing di 3 abitanti,
- Marapalalo di 8 abitanti,
- Marojana,
- Shadi di 8 abitanti